# Tapirus californicus
Tapirus californicus és una espècie extinta de mamífer perissodàctil de la família dels tapírids que visqué a Nord-amèrica durant el Plistocè, fa entre 12.000 anys i 1,8 milions d'anys. Se n'han trobat restes fòssils a Califòrnia, Nou Mèxic i Oregon (Estats Units). Es calcula que devia fer uns 140 cm de llargada i pesar uns 225 kg. Tenia els ossos nasals escurçats per facilitar l'ancoratge de músculs i lligaments forts en suport d'una probòscide com la que presenten els seus parents moderns. El nom específic californicus significa ‘californià’ en llatí.